# Victoria Falls (Dominica)
Victoria Falls ist einer der bekanntesten Wasserfälle auf der Karibikinsel Dominica.
Der Wasserfall liegt im Parish Saint Patrick, am Rivière Blanche, nicht allzu weit von Delicés entfernt.